# Faro de Bell Rock
El Faro de Bell Rock (en inglés: Bell Rock Lighthouse) es un faro situado sobre el arrecife de Bell Rock, también llamado Inchcape, en el mar del Norte, 18 km mar adentro, al este del Fiordo de Tay, enfrente de la localidad de Arbroath, en el consejo (council area) de Angus, Escocia, Reino Unido. 
Fue construido entre 1807 y 1810 y entró en funcionamiento el 1 de febrero de 1811. Es el segundo más antiguo situado mar adentro todavía en operación, detrás del faro de Cordouan, en Francia, y no ha sido remozado ni adaptado desde que fue construido. Fue propuesto y diseñado por el ingeniero civil Robert Stevenson, aunque el Northern Lighthouse Board, el organismo regulador de las ayudas a la navegación de Escocia y la isla de Man, finalmente encargó la construcción al ingeniero de dicha institución John Rennie quién nombró a Stevenson su ingeniero residente, por lo que este último fue quien siguió realmente las obras. Ambos discutieron sobre  a quien le correspondía realmente la autoría del faro, siendo Robert Stevenson el que es recordado como autor del mismo.
El faro trabajaba en conjunción con una base de operaciones en tierra firme, la Torre de Señales de Bell Rock (en inglés: Bell Rock Signal Tower), en Arbroath, en la que se encontraba un sistema de señales para comunicarse con el faro. Hoy en día alberga al Museo Signal Tower que expone objetos relacionados con la localidad de Arbroath  y también objetos relacionados con el faro.
En 2011 se celebró el segundo centenario del faro, organizado por el Northern Lighthouse Board, en el que se involucraron museos, galerías y otras instituciones de Escocia.

## Historia

### Antecedentes
Inchcape o Bell Rock es un arrecife a 18 km de Arbroath en su punto más cercano a la costa. Está situado en un lugar estratégico en medio de las rutas de navegación hacia los fiordos de Tay y Forth. Durante las mareas vivas emerge una altura de 1,5 metros en marea baja, mientras que en marea alta se encuentra sumergido a 5 metros de profundidad. En las mareas muertas, apenas emerge en marea baja. Estas condiciones resultan ser de un gran peligro para la navegación ya temidas desde la Edad Media. La leyenda dice que una campana, accionada por el propio oleaje, fue colocada en el lugar en el siglo XIV por el abad de Arbroath para aviso a los navegantes de la presencia del arrecife. Aunque no hay constancia de la colocación de dicha campana, si es indicativo de la preocupación que causaba Bell Rock.

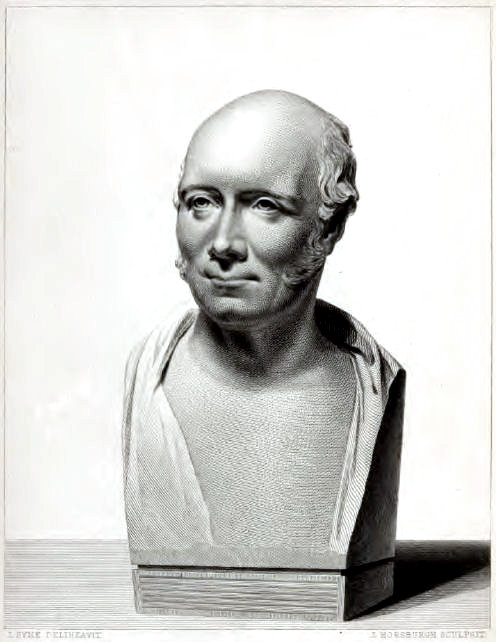
El ingeniero civil Robert Stevenson, autor del diseño y de la construcción del faro de Bell Rock.

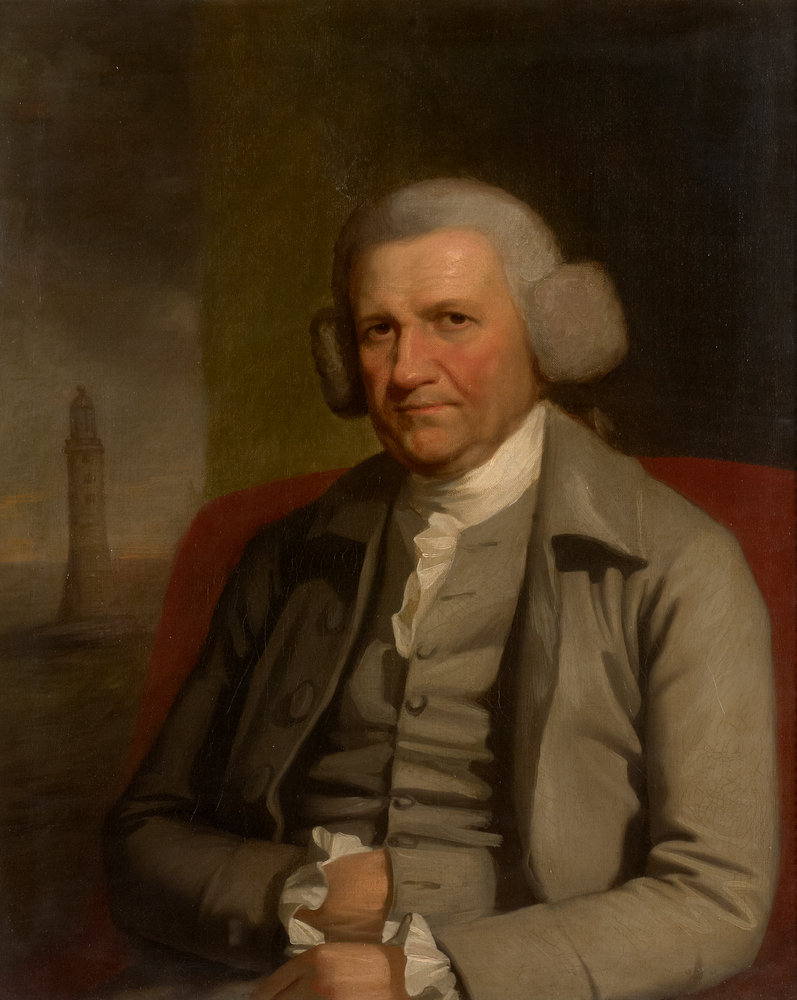
John Smeaton, autor del faro de Eddystone, que se puede ver al fondo de la imagen, en el que se basó Robert Stevenson para su diseño del faro de Bell Rock.

En 1797, Robert Stevenson, entonces muy joven ingeniero del Commissioners of the Northern Lighthouses, anterior denominación del Northern Lighthouse Board, hizo el diseño de un faro para Bell Rock basado en el faro de Eddystone construido por John Smeaton, aunque éste apenas quedaba rodeado por el mar en marea alta, mientras que en Bell Rock apenas quedaría en seco durante la marea baja y sólo en las mareas vivas. Además de esta dificultad en la situación del faro, se criticaba su proyecto por su juventud y limitada experiencia y sobre todo el coste estimado. Sin embargo Stevenson recibió el apoyo de John Clerk of Eldin, influyente escritor sobre táctica naval, quien le presentó a numerosas personalidades y patrocinó su proyecto en círculos científicos.
En diciembre de 1799 se produjo una terrible tormenta en la que 70 navíos naufragaron en la costa oriental escocesa. La certeza de que la presencia de un faro en Bell Rock hubiese salvado a muchos de esos navíos guiándolos con seguridad hasta el fiordo de Forth, fue lo que motivó al Board a tomar en consideración el proyecto de Stevenson y presentar una petición en 1802 en el Parlamento para construirlo.
El proyecto definitivo que Stevenson presentó fue redactado desde comienzos de 1800, año en que él mismo visitó el arrecife junto con su amigo y antiguo profesor el arquitecto James Haldane, y fue valorado en 42.000 libras. La dificultad de reunir el dinero fue la razón de acudir al Parlamento, ya que los bancos no podían hacer frente a esa suma.
El proyecto pasó por la Cámara de los Comunes, pero fue rechazado en la de los Lores. El Board buscó entonces el apoyo de conocidos ingenieros para apoyar la viabilidad técnica del edificio, primero el de Thomas Telford y después el de John Rennie. El dictamen favorable de este último impulsó al Board a presentar de nuevo una petición al Parlamento que esta vez fue aceptada en julio de 1806.

### Construcción
Tras la aprobación del proyecto, se iniciaron los preparativos para la construcción del faro, que se iniciaría en el verano de 1807. Estos preparativos incluyeron el aparejamiento de un buque de tres mástiles, bautizado como Pharos, que fue fondeado a dos millas aproximadamente de Bell Rock, como buque faro para lo que se situaron faroles en cada uno de los mástiles, y que además serviría de residencia de los trabajadores del faro. Además se construyó para la ocasión otro buque, llamado Smeaton en honor del ingeniero precursor del tipo de faro que se iba a construir, para servicio de la obra en el arrecife. Se prepararon además talleres y maquinaria en Arbroath.

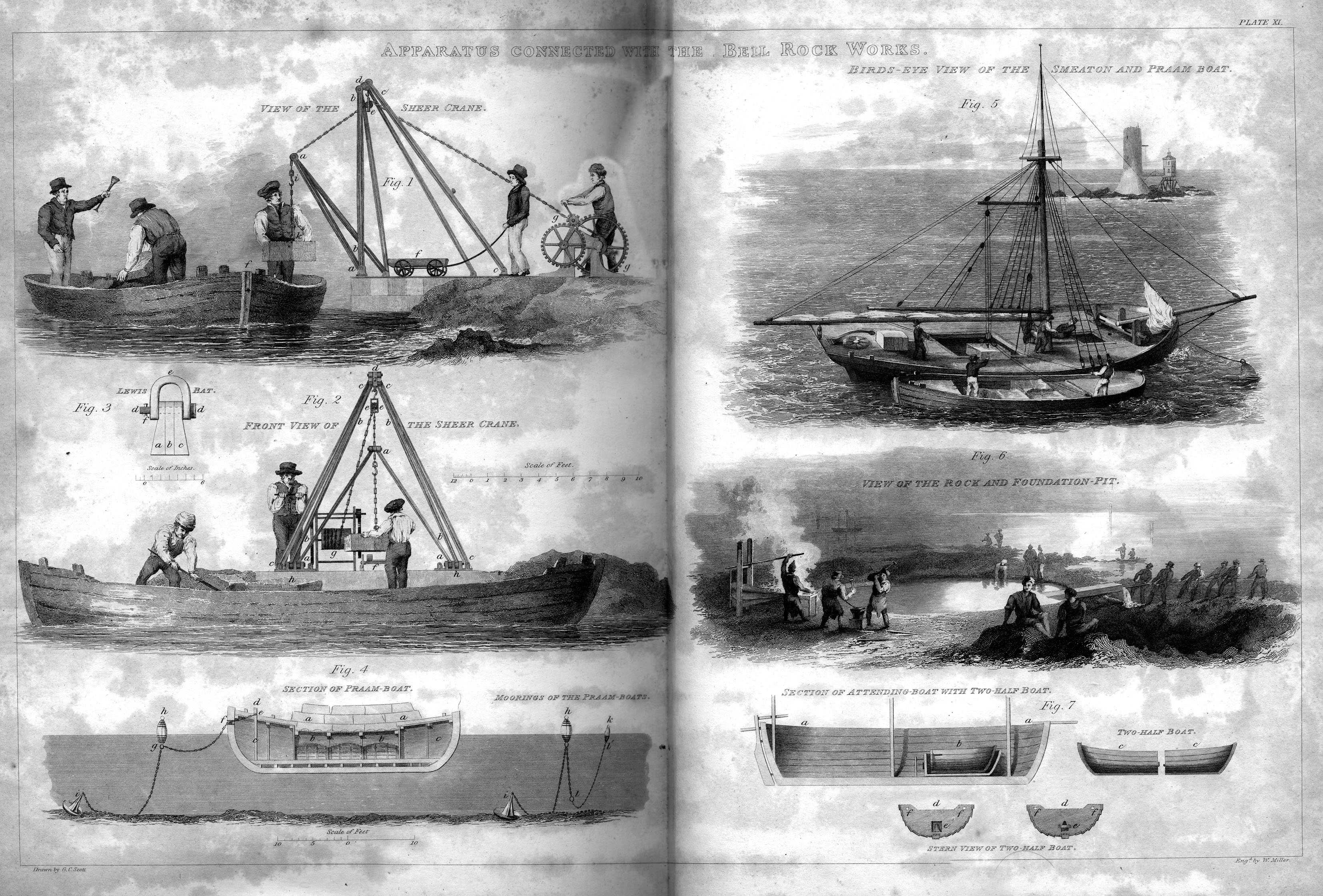
Grabado en el que se detallan las embarcaciones y grúa usadas en la construcción del faro.

El 17 de agosto de 1807, Stevenson embarcó en Arbroath en el Smeaton con 24 trabajadores para dar comienzo a la construcción del faro. Ésta fue muy difícil en sus comienzos porque se podía trabajar apenas 2 horas al día en marea baja, dos veces al día. Las condiciones de trabajo y alojamiento eran muy duras. Los trabajadores en un principio se alojaron en el Smeaton, cuya estrechez era considerable y al estar fondeado prácticamente en mar abierto el balanceo que sufría por el oleaje dificultaba la estancia en él. Además debían remar en dos botes un cuarto de milla (400 metros), hasta el arrecife. Posteriormente trabajaban hasta que la marea subía y volvían a bordo del barco cuando el agua ya les llegaba por las rodillas. A los cuatro días se trasladaron al Pharos, más amplio, pero también fondeado más lejos por lo que el tiempo empleado en remar hasta el arrecife era mayor. Además durante las mareas muertas, era imposible trabajar ni siquiera en marea baja, aunque se aprovechó esta circunstancia para realizar medidas de profundidad en los lugares previstos para la instalación del faro.
En la primera temporada de trabajo se dio comienzo a la construcción de un cobertizo con forma de palafito que serviría de alojamiento del personal y talleres. El cobertizo estaba construido sobre un entramado de grandes troncos de madera de 40 cm² de sección y 15 metros de altura encajados en la rocas y asegurados con barras de hierro clavadas en el suelo para lo que excavó directamente en la roca hasta 54 agujeros de 5 cm de diámetro y 45 cm de profundidad. Una fragua se hizo necesaria para el mantenimiento de los útiles de excavación y su instalación y mantenimiento fue otro de los trabajos principales en esta fase de las obras. El trabajo del herrero era especialmente difícil dadas las condiciones del lugar, en el que el oleaje del mar apagaba la fragua con mucha frecuencia, hasta que la estructura del cobertizo estuvo lo suficientemente avanzada como para instalarla en él.

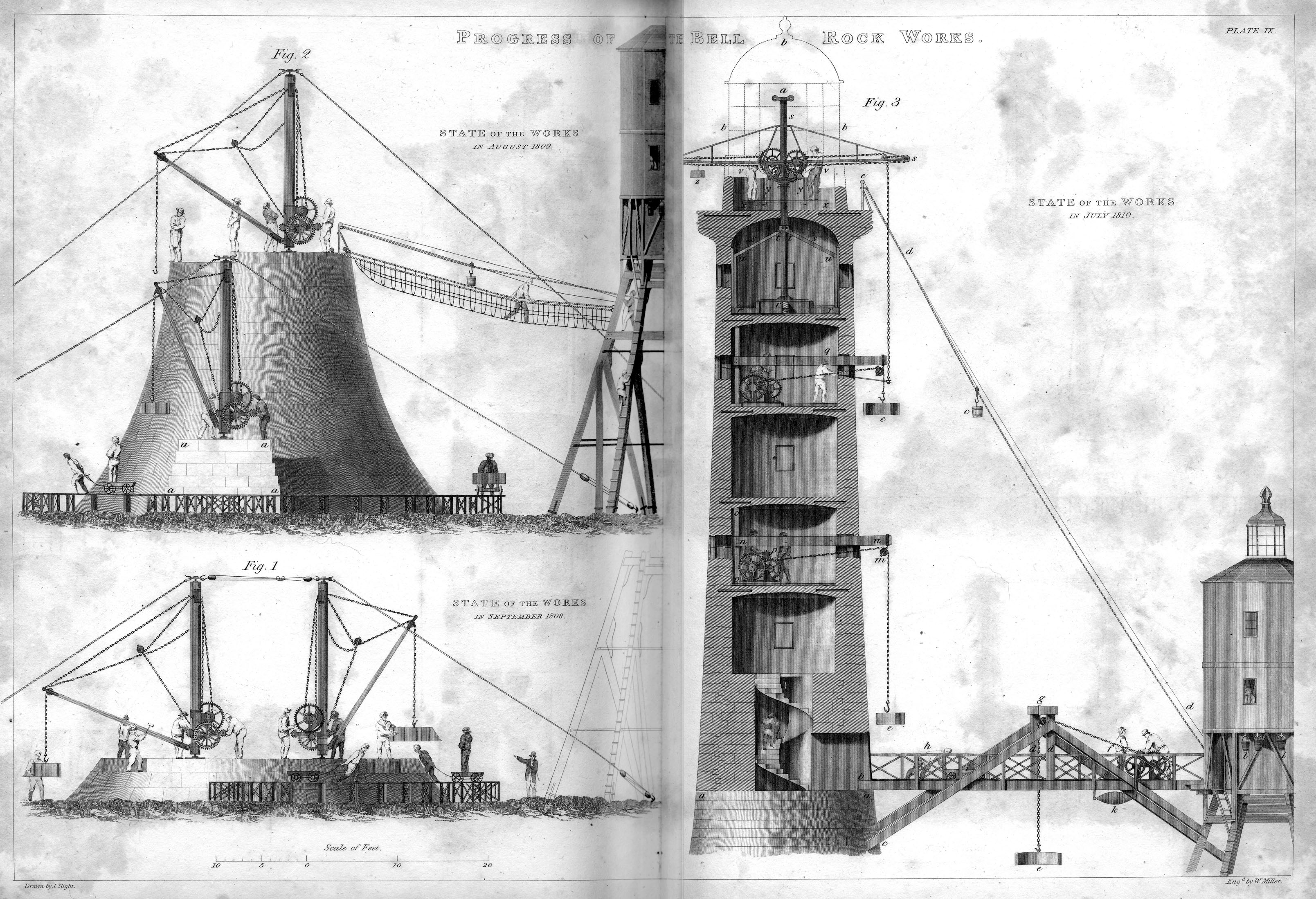
Grabados que muestran diversos estadios en el progreso de las obras.

A finales de septiembre la estructura ya colocada del cobertizo permitió la estancia en el lugar durante todo el día en caso de necesidad. Al final de la temporada la estructura exterior estaba terminada e iniciados los trabajos de excavación del lugar donde se construiría el faro. El 5 de octubre de 1807, John Rennie, acompañado de su hijo, efectuó una visita al lugar de la construcción del faro tras la cual se dio por finalizada la temporada de trabajo.
El 1 de marzo de 1808, Stevenson realizó una inspección del sitio de las obras para comprobar cómo habían afectado los embates del mar invernal al mismo, encontrándoselo todo en perfecto orden, confirmando de esta forma la idoneidad del cobertizo como refugio durante las obras. El segundo año de obras comenzó con el uso de un nuevo barco como alojamiento de los trabajadores del faro, el Sir Joseph Banks, mientras que el Smeaton se ocuparía del traslado del material a Bell Rock y de la evacuación de los restos de excavación. El 25 de mayo los trabajadores embarcaron de nuevo para el comienzo de las obras. Se colocaron en el cobertizo dos plataformas donde llegaron a funcionar hasta tres fraguas que se ocupaban no sólo de reparar los útiles de excavación sino también de preparar la instalación del pequeño ferrocarril que fue instalado para trasladar los materiales de construcción y las piedras desde los puntos de desembarco hasta el lugar de la obra. Se trabajaba en la excavación de un agujero de 12,8 metros de diámetro y 0,6 metros de profundidad, que se inundaba con cada marea y del que había que achicar el agua antes de comenzar a trabajar. Una vez nivelado y preparado el terreno, Stevenson pudo tomar las medidas definitivas de la primera piedra, se trasladó a Arbroath para encargarla en la cantera y se embarcó de nuevo al día siguiente con ella en dirección a Bell Rock. El día 10 de julio de 1808 se procedió con toda solemnidad a la colocación de la primera piedra, que llevaba grabada únicamente la leyenda 1808. Para el 10 de agosto ya se habían colocado las 123 piedras de la primera hilada del faro, volviéndose a celebrar el hecho. Conforme se fueron añadiendo hiladas a la torre, fue desapareciendo la necesidad de achicar el agua del lugar de las obras, lo que restó dificultad y penosidad al trabajo. La segunda temporada de trabajo terminó el 21 de septiembre habiéndose colocado tres hiladas. En estos dos primeros años de trabajo apenas se trabajó un mes en total considerando días de 10 horas laborables.
En octubre de 1810 se finalizaron los trabajos de construcción. El 1 de febrero de 1811 se encendió por primera vez el faro de Bell Rock.

### Controversia Rennie-Stevenson

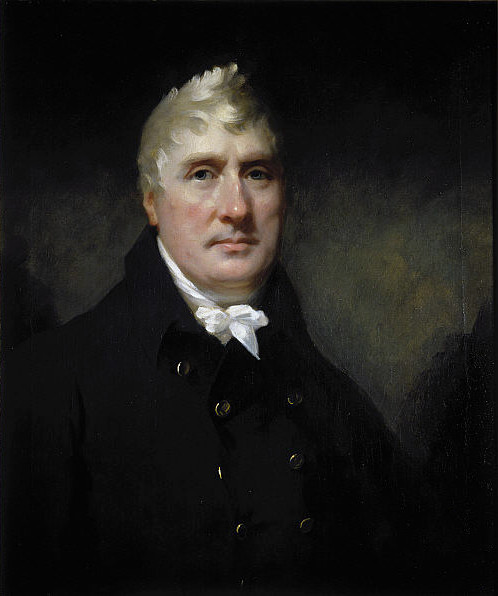
El ingeniero John Rennie quien avaló el proyecto y fue nombrado Ingeniero Jefe de su ejecución aunque finalmente tuvo poca influencia en él.

Para presentar la segunda petición al Parlamento para la construcción del faro de Bell Rock, el Northern Lighthouse Board pidió un dictamen a pestigiosos ingenieros, entre ellos, y a propuesta del propio Robert Stevenson, a John Rennie quien gozaba de gran reconocimiento y fue nombrado por el Board como Ingeniero Jefe de la ejecución del proyecto a pesar de no haber construido nunca un faro, mientras que Stevenson, quien había sido el primero en diseñar y defender la necesidad de un faro en Bell Rock y había supervisado la construcción de numerosos faros a las órdenes de quien llegó a ser su suegro, Thomas Smith, fue nombrado ingeniero residente.
John Rennie se interesó por la obra y dio sus opiniones, consejos y soluciones a los problemas que Stevenson le planteó, pero desde su residencia de Londres y apenas si visitó la obra dos veces, mientras que Stevenson fue el que afrontó la construcción del faro en persona y soportó los mismos rigores y peligros que sus trabajadores. Stevenson tuvo una frecuente correspondencia, calificada de amable, con Rennie, quien contestaba con puntualidad y rigor a las cartas de Stevenson, aunque no parece que éste aplicara muchas de las sugerencias que le hizo Rennie. Se le ha acusado a Stevenson de mantener a Rennie alejado de la obra mediante esta estratagema.
Tanto el propio Stevenson, como sus hijos Thomas y David Stevenson, rebajaron en sus escritos el papel de Rennie al de mero consejero a quien Stevenson pudiera recurrir en caso de urgencia. El nieto de Stevenson, el afamado autor de La isla del tesoro, Robert Louis Stevenson, reconoció el cargo de Rennie como Ingeniero Jefe, pero alegó que en su caso se le debía interpretar como el de un consejero ya que indica expresamente que Rennie no diseñó el faro, no lo ejecutó y sobre todo que no fue pagado por el trabajo, cosa que sí sucedió con su abuelo, Robert Stevenson.
En 1814 Rennie ya se había dado cuenta de que Stevenson se estaba atribuyendo el mérito del diseño y construcción del faro de Bell Rock. En una carta a un amigo muestra su disgusto al relatarle ese hecho, quejándose además de la publicidad que le hacían los periódicos de Edimburgo a Stevenson.
A la muerte de Robert Stevenson en 1850, el Northern Lighthouse Board publicó una necrológica, que fue leída en sus funerales, en la que se le atribuye a Stevenson el diseño y construcción del faro. En esa lectura estaban también presentes los hijos de Stevenson, quienes también eran, ya en ese tiempo, ingenieros del Board.

## Diseño
Aunque el diseño se basaba en el faro de Eddystone construido por John Smeaton, incluía numerosas mejoras y modificaciones ya que aunque las circunstancias de uno y otro eran parecidas, ambos son faros construidos en un arrecife en medio del mar, el de Eddystone apenas es cubierto por el agua en marea alta, mientras que el de Bell Rock apenas si emerge en las mareas bajas.

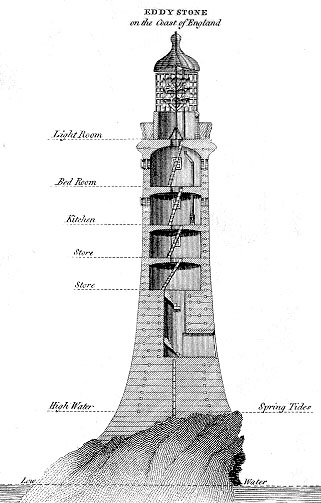
Sección del faro de Eddystone construido por John Smeaton en el que se basó Robert Stevenson para su diseño de faro de Bell Rock. Están indicadas las líneas de altura de las mareas alta y baja. Como se puede apreciar, sólo en marea alta el mar llega al nivel del faro.
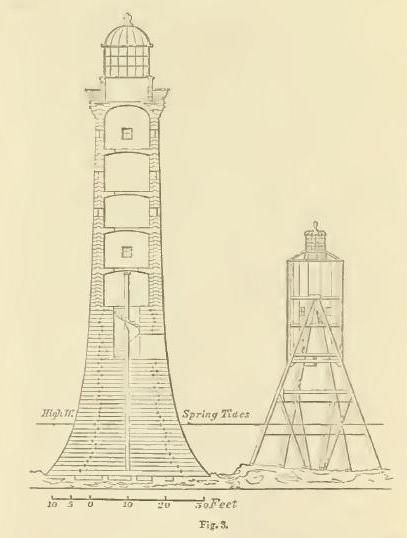
Sección del faro de Bell Rock. Se aprecia que la línea de marea alta cubre hasta prácticamente la mitad de la base sólida del faro que tiene 9 metros de altura. A su lado está el cobertizo provisional donde se alojaban talleres y trabajadores del faro, incluyendo al propio Robert Stevenson.

A sugerencia de Rennie, la inclinación de las paredes del faro fue aumentada hasta los 40 grados en la base, de forma que ésta aumentaba mucho en superficie, para posteriormente ir ganando en verticalidad de forma más gradual que el de Smeaton con el fin de soportar mejor los embates del mar. El faro de Bell Rock sería más alto, 30 metros de obra de mampostería, frente a los 21 metros del de Eddystone, teniendo además los 9 primeros metros de altura de obra sólida en vez de 3,5 metros del diseño de Smeaton.

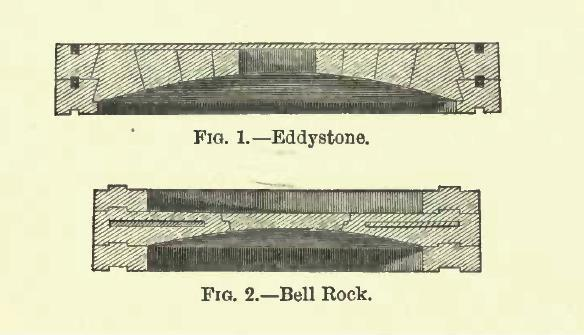
Detalle comparativo de la construcción de los solados de los faros de Eddystone, abovedados, y de Bell Rock, planos.

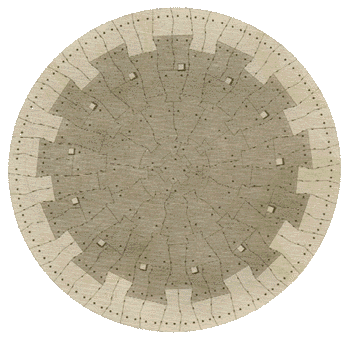
Detalle de la primera hilada de piedras de la base del faro. Están indicadas las posiciones de los pasadores que fijan las piedras al suelo o la hilada inferior en el caso del resto de las hiladas.

Una de las modificaciones estructurales más importantes se refiere a la construcción de los solados de cada una de las cámaras del faro. Stevenson hizo que las piedras de los mismos también fueran parte de los muros. Smeaton había construido bóvedas las cuales producían un empuje lateral sobre los muros. Para reforzar éstos fue necesario colocar unas cadenas en unas rozas preparadas en los muros y tapadas con plomo fundido. En el diseño de Stevenson el empuje de los solados se trasmitía a los muros en su misma vertical por lo que el propio muro sujetaba los solados y no eran necesarios refuerzos exteriores. En este diseño, Stevenson tuvo la facilidad de poder encargar a las canteras de piedra el tallado de las piezas de acuerdo a sus deseos, facilidad de la que no dispuso Smeaton que sólo utilizó un limitado número de diseños de corte de la piedra.

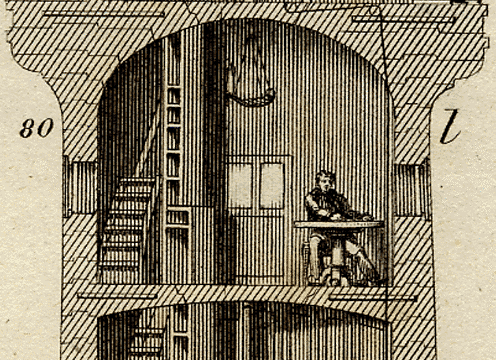
Detalle de la construcción de la última planta del faro. Se aprecia falsa bóveda del techo. Se aprecia también el modo de unión con encajes en las caras superior e inferior entre las diferentes hiladas.

Las piedras de granito y arenisca que constituyen la base sólida del faro tienen formas con entrantes y salientes en sus laterales de forma que encajen unas con otras a modo de un rompecabezas. Las piezas de cada hilada se tallaban y se montaban en tierra firme para comprobar que encajaban perfectamente y sin problemas y posteriormente se embarcaban hacia Bell Rock. Cada una de las piedras tenía unos agujeros de 4,5 cm por donde se introducía un pasador de madera de roble que atravesaba todo el grosor de la piedra y se encajaba en la hilada inmediatamente inferior hasta una profundidad de 15 cm. Para asegurar este pasador, se le introducían cuñas también de madera en unas ranuras en sus extremos. De esta manera se unían las hiladas entre sí. Finalmente, las piedras de una hilada tenían además unas rozas laterales que eran rellenadas con un mortero especial de fraguado rápido y en condiciones de humedad, ya usado por Smeaton en Eddystone, el llamado Cemento Romano, inventado y patentado por James Parker en 1796. Este sistema de fijación fue el usado por Smeaton en Eddystone y se aplicó en las 38 primeras hiladas de piedra que ocupan la base sólida del faro y el acceso hasta la primera cámara.
Desde la hilada número 39 hasta la cúspide del faro, el método de unión entre hiladas cambia, cada piedra tiene un resalte en la cara superior que encaja en una cavidad en la cara inferior de la piedra inmediatamente superior. Este método es una de las grandes diferencias con respecto al diseño empleado por Smeaton en Eddystone.
La 81.ª y última hilada, que debía soportar el peso de la linterna, fue asegurada con un anillo de hierro. Se puso al rojo una barra de hierro que posteriormente fue moldeada e introducida en una roza circular de 10 cm de ancho y 7,5 de profundidad en la cara superior de la hilada y sellada posteriormente con plomo fundido. Smeaton utilizó una cadena de esta misma manera para reforzar los muros frente al empuje de las bóvedas de los pisos.

## Características

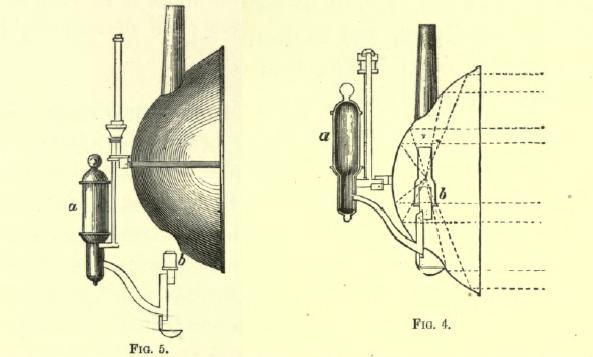
Óptica original de 1811 de reflectores catóptricos. A la derecha corte del reflector en el que se aprecia la posición de funcionamiento de la lámpara. A la izquierda se representa el reflector con el soporte de la lámpara en posición baja para extraer la lámpara de aquel y permitir su mantenimiento. La pieza marcada como "a" es el depósito de aceite.

El aparato óptico original instalado era catóptrico y consistía en 24 reflectores parabólicos de 64 cm de diámetro hechos de cobre y recubiertos de plata pulida para conferirles sus características reflectantes. Asimismo dísponían de un sistema de extracción de la lámpara para facilitar la limpieza y reparación de los reflectores. Éstos estaban colocados en un marco paralelepipédico de planta rectangular, siete colocados en cada una de las caras de los lados largos del rectángulo y cinco en las de cada uno de los cortos. Estos últimos diez tenían fijados en su exterior discos de cristal rojo. El marco giraba accionado por un mecanismo de relojería movido por un peso que descendía por el interior de la torre. El efecto era el de una luz roja y blanca alternada. Fue el primer faro con luz giratoria de Escocia.
En 1842 toda la óptica original fue desmontada y trasladada al Faro de Bonavista en Terranova, Canadá. En 1877 se cambió la alimentación de espermaceti o aceite de ballena a parafina vaporizada. En 1902 se cambió de nuevo toda la óptica instalando unas lentes de Fresnel de primer orden, de 1.330 mm de distancia focal. El faro continuó emitiendo destellos blancos y rojos en un periodo de 60 segundos.
En 1964 el faro sufrió nuevos cambios. Se instaló una lámpara de incandescencia eléctrica de 3.500 w de potencia, instalándose generadores diesel para su alimentación. También se cambió la óptica, por otra también de primer orden proveniente del Faro de Chicken Rock, que estaba montada sobre un pedestal giratorio accionado por dos motores que le hacían girar a una velocidad de 2 rpm. El faro pasó a emitir destellos de luz blanca con un alcance nominal de 28 millas náuticas.
En 1988 el faro fue automatizado siendo controlado desde entonces desde el centro de control del Northern Lighthouse Board en Edimburgo. La Torre de Señales de Bell Rock en Arbroath perdió su función y se convirtió en museo de la localidad. Se aprovechó en esta ocasión para instalar una óptica de Dalen, sustituyendo la lámpara eléctrica por otra alimentada por acetileno y eliminando también los generadores para dejar espacio a las botellas del gas. La nueva óptica era, y sigue siendo, de tercer orden de 700 mm de distancia focal. A partir de entonces el faro pasó a emitir un destello de luz blanca cada 5 segundos con un alcance nominal nocturno de 18 millas náuticas, característica que mantiene en la actualidad.
En 1999 tuvo lugar la última modificación importante del faro en la que se volvió a instalar una lámpara eléctrica en este caso alimentada por baterías cargadas por paneles solares. Las botellas de gas fueron eliminadas para volver a colocar generadores de respaldo.
En el faro también está instalada una baliza radar o racon que emite la letra M en código morse con un alcance también de 18 millas náuticas.

## Historial de Servicio

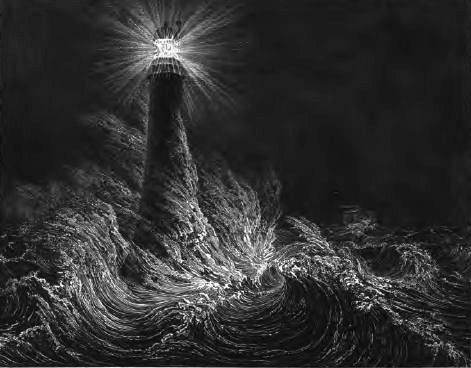
Representación del Faro de Bell Rock en medio del fragor de una tormenta.

El faro sólo ha permanecido intencionalmente apagado durante las Primera y Segunda Guerras Mundiales. Únicamente se encendía si se avisaba con antelación del paso de algún buque. 
El 27 de octubre de 1915 el crucero acorazado HMS Argyll envió la señal de rutina para encender el faro en dicha noche. Sin embargo el mensaje no fue pasado al faro, ya que éste no tenía radio y los mensajes se llevaban en bote. La mar gruesa impidió que pudiese ser llevado al faro, éste no fue encendido ni se envió señal alguna de respuesta al navío. Como resultado el crucero embarrancó en Bell Rock, afortunadamente sin víctimas. Fue asistido por los destructores HMS Jackal y HMS Hornet, rescatada su tripulación y otros enseres, y volado con el fin de hundirlo.
Durante la Segunda Guerra Mundial fue varias veces ametrallado por aviones enemigos durante los años 1940 y 1941, sin causar desperfectos importantes y una vez bombardeado sin que fuese alcanzado. 
La peor tragedia que ha sufrido el faro tuvo lugar el 14 de diciembre de 1955 cuando un helicóptero Bristol Sycamore de la Fuerza Aérea británica se estrelló contra la linterna del faro precipitándose al mar. Los fareros trataron de rescatar a la tripulación del helicóptero pero sin éxito debido a las malas condiciones del mar y éste acabó por llevarse los restos del aparato. Como resultado, aparte de la pérdida de la tripulación del helicóptero, el faro quedó dañado y estuvo apagado hasta el 20 de diciembre en que las condiciones del mar permitieron el desembarco de un equipo de emergencia que consistió en dos boyas que fueron colgadas a cada lado de la cúspide del faro y reguladas para que emitieran un destello simultáneo hasta que la linterna pudo ser reparada.